# أنطوان لافوازييه
أنطوان-لوران دُ لافوازييه (عاش ما بين 26 أغسطس 1743 - 8 مايو 1794م)، أحد النبلاء الفرنسيين ذو صيت في تاريخ الكيمياء والتمويل والأحياء والاقتصاد. أول من صاغ قانون حفظ المادة، وتعرّف على الأوكسجين وقام بتسميته (في عام 1778م)، وفنّد نظرية الفلوجستون، وساعد في تشكيل نظام التسمية الكيميائي. وعادةً يشار إلى لافوسيه بأنه أحد آباء الكيمياء الحديثة.
من المقبول عمومًا أن إنجازات لافوازييه العظيمة في الكيمياء تنبع إلى حد كبير من تغييره للكيمياء من علم كيفي إلى علم كمي. كما يشتهر لافوازييه باكتشافه الدور الذي يلعبه الأكسجين في عملية الاحتراق. وأشار إلى الأكسجين (1778) معترفًا به كعنصر، واعترف أيضًا بالهيدروجين كعنصر (1783)، وهو ما يعارض نظرية فلوجستون. وساعد لافوازييه في بناء النظام المتري، وكتب أول قائمة شاملة للجدول الدوري للعناصر، وساعد في إصلاح التسميات الكيميائية. وتنبأ بوجود السيليكون (1787)، واكتشف أن المادة قد تغير شكلها أو مظهرها، إلا أن كتلتها تظل دائمًا كما هي. وأصبحت زوجته ومساعدته في المختبر ماري آن بولز لافوازييه كيميائية مشهورة أيضًا.
كان لافوازييه عضوًا قويًا في عدد من المجالس الأرستقراطية، ومديرًا للتلزيم العام. وكان التلزيم العام أحد أكثر مكونات النظام القديم المكروهة بسبب الأرباح التي حققها على حساب الدولة وسرية شروط عقوده وعنف عملائه المسلحين. وكل هذه الأنشطة السياسية والاقتصادية مكنته من تمويل أبحاثه العلمية. وفي ذروة الثورة الفرنسية اتُهم بالاحتيال الضريبي وبيع التبغ المغشوش، وجرى إعدامه بالمقصلة على الرغم من المناشدات لإنقاذ حياته تقديرًا لمساهماته في العلوم. وبعد مرور عام ونصف برأته الحكومة الفرنسية.

## سيرته

### النشأة وتعليمه
ولد أنطوان لوران لافوازييه لعائلة ثرية من النبلاء في باريس في 26 أغسطس عام 1743. وكان ابنًا لمحامي في برلمان باريس، وقد ورث ثروة كبيرة في سن الخامسة بعد وفاة والدته. بدأ لافوازييه دراسته في كوليج دي كاتري ناسيون، جامعة باريس (المعروفة أيضًا باسم كوليج مازارين) في باريس عام 1754 عندما كان عمره 11 عامًا. وفي السنتين الأخيرتين له (1760-1761) في الكلية تزايدت اهتماماته العلمية، فدرس الكيمياء وعلم النبات وعلم الفلك والرياضيات. وفي فصل الفلسفة أصبح تحت وصاية الأب نيكولا لويس دو لاكاي عالم الرياضيات وعالم الفلك الرصدي المتميز الذي أشبع اهتمام لافوازييه الشاب بمراقبة الأرصاد الجوية، وهو الحماس الذي لم يتخل عنه أبدًا. ثم دخل لافوازييه كلية الحقوق، حيث حصل على درجة البكالوريوس في عام 1763 وعلى الإجازة في عام 1764. وحصل لافوازييه على شهادة في القانون وجرى قبوله في نقابة المحامين لكنه لم يمارس مهنة المحاماة مطلقًا. وقد واصل تعليمه العلمي في أوقات فراغه.

### عمله العلمي المبكر
كان تعليم لافوازييه مليئًا بمُثُل عصر التنوير الفرنسي في ذلك الوقت، وكان مفتونًا بقاموس بيير ماكير للكيمياء. وكان يرتاد محاضرات في العلوم الطبيعية. وتأثر إخلاص لافوازييه وشغفه بالكيمياء إلى حد كبير بإيتين كوندياك، وهو عالم فرنسي بارز في القرن الثامن عشر. وظهر أول منشور له في مجال الكيمياء في عام 1764. وفي الفترة منذ عام 1763 حتى عام 1767 درس الجيولوجيا على يد جان إيتين غيتار. وبالتعاون مع غيتار عمل لافوازييه على مسح جيولوجي لمنطقة الألزاس واللورين في يونيو عام 1767. وفي عام 1764 قرأ ورقته الأولى للأكاديمية الفرنسية للعلوم، وهي المجتمع العلمي الأكثر نخبوية في فرنسا، حول الخواص الكيميائية والفيزيائية للجص (الجبس) (هيدرات كبريتات الكالسيوم)، وفي عام 1766 حصل على الميدالية الذهبية من قبل الملك لمقال حول مشاكل إنارة الشوارع في المناطق الحضرية. وفي عام 1768 حصل لافوازييه على تعيين مؤقت في أكاديمية العلوم. وفي عام 1769 عمل على أول خريطة جيولوجية لفرنسا.

### لافوازييه كمصلح اجتماعي

#### البحوث التي تعود بالنفع على الصالح العام
في حين أن لافوازييه معروف بمساهماته في العلوم، فقد خصص أيضًا جزءًا كبيرًا من ثروته وعمله للصالح العام. وكان لافوازييه إنسانيًا، إذ اهتم بشدة بالناس في بلاده وكثيرًا ما كان يهتم بتحسين معيشة السكان من خلال الزراعة والصناعة والعلوم. وأول مثال على ذلك كان في عام 1765 عندما قدم مقالًا حول تحسين إنارة الشوارع الحضرية إلى الأكاديمية الفرنسية للعلوم.
وبعد ثلاث سنوات في عام 1768 ركز على مشروع جديد لتصميم قناة مائية. وكان الهدف هو جلب المياه من نهر إيفيت إلى باريس حتى يتمكن المواطنون من الحصول على مياه شرب نظيفة. ولكن نظرًا إلى أن البناء لم يبدأ أبدًا، فقد حول تركيزه بدلًا من ذلك إلى تنقية المياه من نهر السين. وكان هذا هو المشروع الذي أثار اهتمام لافوازييه بكيمياء المياه وخدمات الصرف الصحي العام.
بالإضافة إلى ذلك كان مهتمًا بجودة الهواء، وقضى بعض الوقت في دراسة المخاطر الصحية المرتبطة بتأثير البارود على الهواء. وفي عام 1772 أجرى دراسة حول كيفية إعادة بناء مستشفى أوتيل ديو، بعد أن تضرر بسبب الحريق، بطريقة تسمح بالتهوية المناسبة والهواء النقي في جميع الأنحاء.
في ذلك الوقت كان من المعروف أن السجون في باريس غير صالحة للعيش إلى حد كبير وأن معاملة السجناء غير إنسانية. وشارك لافوازييه في التحقيقات في عام 1780 (ومرة أخرى في عام 1791) بشأن النظافة في السجون وقدم اقتراحات لتحسين الظروف المعيشية، وهي اقتراحات جرى تجاهلها إلى حد كبير.
حين كان لافوازييه جزءًا من الأكاديمية عقد أيضًا مسابقاته الخاصة لدفع اتجاه البحث نحو تحسين واقع العامة وعمله.

#### رعاية العلوم
كان لدى لافوازييه رؤية للتعليم العام لها جذور في «التواصل الاجتماعي العلمي» والعمل الخيري.
حصل لافوازييه على الغالبية العظمى من دخله من خلال شراء أسهم في التلزيم العام، وهو ما سمح له بالعمل في العلوم بشكل كامل، والعيش بشكل مريح، وسمح له بالمساهمة المالية لتحسين المجتمع. (كما ساهم دخله أيضًا في وفاته خلال عهد الإرهاب بعد سنوات عديدة).
كان من الصعب جدًا تأمين التمويل العام للعلوم في ذلك الوقت، بالإضافة إلى أنه لم يكن مربحًا من الناحية المالية للعالم العادي، لذلك استخدم لافوازييه ثروته لفتح مختبر مكلف للغاية ومتطور في فرنسا حتى يتمكن العلماء الطموحون من الدراسة دون عوائق تأمين التمويل لأبحاثهم.
كما دفع من أجل التعليم العام في العلوم. وأسس منظمتين هما مدرسة ثانوية ومتحف الفنون والحرف، وكانتا بمثابة أدوات تعليمية للناس. وبتمويل من الأثرياء والنبلاء قدمت مدرسته دورات منتظمة للعامة بدءًا منذ عام 1793.

#### التلزيم العام وزواجه
في سن السادسة والعشرين في الوقت الذي جرى فيه انتخابه لأكاديمية العلوم، اشترى لافوازييه حصة في شركة التلزيم العام، وهي شركة مالية لجمع الضرائب كانت تقدم عائدات الضرائب المقدرة إلى الحكومة الملكية مقابل الحق في تحصيل الضرائب. ونيابة عن شركة التلزيم العام كُلف لافوازييه ببناء جدار حول باريس بحيث يمكن جمع الرسوم الجمركية من أولئك الذين ينقلون البضائع من المدينة وإليها. وأساءت مشاركته في تحصيل الضرائب إلى سمعته عندما بدأ عهد الإرهاب في فرنسا، إذ كانت الضرائب والإصلاح الحكومي الضعيف المحفزين الأساسيين خلال الثورة الفرنسية.

## ما قبل لافوازييه
عندما ولد لافوازييه في باريس كان علم الكيمياء متخلفاً كثيراً عن علوم الفيزياء والرياضيات والفلك، وعلى الرغم من أن كثيراً من الحقائق الكيميائية قد اهتدى إليها العلماء فإن أحداً منهم لم يفلح في أن يصوغ هذه الحقائق في نظرية شاملة. وكان يعتقد في هذا الوقت خطأ أن الهواء عنصر. كما لم يفهم أحد مكونات النار، بل أن الفكرة الشائعة في ذلك الوقت كانت خاطئة جداً، كان يعتقد أيضاً أن كل المواد القابلة للاحتراق تتكون من مادة سميت «الفلوجيستون»، وأن هذه المادة تنطلق أثناء الاحتراق. وفي الفترة بين 1754 و1774 أفلح عدد من الكيميائيين النابهين مثل جوزيف بلاك وجوزيف بريستلي وهنري كافنديش وغيرهم في فصل غازات هامة: كالأكسجين والهيدروجين وثاني أكسيد الكربون ولما كان هؤلاء العلماء قد سلموا بوجود مادة الفلوجيستون فإنهم لم يدركوا معنى المواد الكيماوية التي اكتشفوها، فكانوا يشيروا مثلاً إلى الأوكسجين على أنه الغاز الذي تجرد من الفلوجيستون ولم يفهم أحد في ذلك الوقت لماذا يزداد احتراق عود من الخشب في غاز الأكسجين أكثر من احتراقه في الغاز العادي.

## ما بعد لافوازييه
كانت تجارب لافوازييه من النوع الكمي بالدرجة الأولى. قام بتعيين تركيب حامضي «النيتريك والكبريتيك» وكان أول من أنتج «الغاز المائي» Water - Gas واخترع «المغياز» Gasometer (وهو جهاز لقياس كميات الغازات يستعمل عادة في المختبرات).أدخل لافوازييه مصطلحات وأسماء كيميائية جديدة قبلها غيره من الكيميائيين وحلت محل النظام القديم. استطاع لافوازييه وحده أن يضم فتافيت الحقائق الكيميائية التي اكتشفت. ويصنع منها إطاراً متكاملاً. وأول ما فعله هو إنكار ما سماه العلماء بالفلوجيستون، كما أنه الوحيد الذي أكد أن الاحتراق معناه الأتحاد الكيميائي بين الأوكسجين والمادة المشتعلة، كما أن الماء ليس عنصر ولكنه اتحاد كيميائي بين الأكسجين والهيدروجين وكما أن الهواء ليس عنصر وإنما هو أيضاً خليط هما الأوكسجين والنتروجين، وهذه الحقائق تبدو واضحة تماماً هذه الأيام. ولم تكن واضحة تماماً في عهد لافوازييه ولا الذين سبقوه، بل إن عدد من علماء عصره كالعادة لم يصدقوا ما أتى به لافوازييه بعد أن كشف لهم هذه الحقائق الجديدة، ولكن بعد أن أصدر لافوازييه كتابه الشهير مبادئ الكيمياء سنة 1789، أخذ الجيل الجديد من العلماء يقتنع بوجهة نظره. وبعد أن كشف لافوازييه أن الماء والهواء ليسا من العناصر، فإنه قد كتب قائمة بهذه العناصر الجديدة، وهذه القائمة تضمنت بعض الأخطاء. الحديثة لكل العناصر المعروفة كانت إضافة للعناصر التي اهتدى إليها لافوازييه. ثم إنه أول من اتخذ للعناصر وللمعادلات الكيميائية رموزاً. وبمقتضى هذه الرموز أصبحت الكيمياء عالمية، ويمكن فهمها في كل لغة.

## ملحوظات أخرى
لافوازييه هو العالم المسئول عن جعل الكيمياء علماً دقيقاً، وذلك بإجراء تجارب شديدة الدقة والوضوح على التفاعلات الكيميائية. ساهم أيضاً بصورة متواضعة في دراسة علم الجيولوجيا وكذلك في علم وظائف الأعضاء. وهو الذي أثبت أن عملية التنفس هي عملية احتراق أيضاً، وبناء على ذلك فإن الكائنات الحية، الحيوان والإنسان، تستمد طاقتها من عملية احتراق بطيئة للمواد العضوية مستخدمة في ذلك الاكسجين الموجود في الهواء الذي نستنشقه. ولهذه الدقة والوضوح والقدرة الهائلة على التنظير استحق لافوازييه أن يوصف بأنه أبو علم الكيمياء.

## قوانين لافوازييه
- 1-قانون حفظ الكتلة: وينص على أن وزن مادتين كيميائيتين منفصلتين توازي وزن المادة الجديدة الناتجة من اتحادهما حتى مع تغير صيغة المادة المشكلة كيميائيا وكيفية ترابطها

## روابط خارجية
- أنطوان لافوازييه على موقع الموسوعة البريطانية (الإنجليزية)
- أنطوان لافوازييه على موقع إن إن دي بي (الإنجليزية)